# Kazanska cerkev, Moskva
Kazanska cerkev ali Kazanski sobor (rusko: Казанский собор – Kazanski sobor), uradno Cerkev Matere Božje Kazanske, je ruska pravoslavna cerkev, ki stoji na severovzhodnem vogalu Rdečega trga v Moskvi, Rusija. Sedanja stavba je rekonstrukcija prvotne cerkve, ki je bila leta 1936 uničena na ukaz takratnega generalnega sekretarja Centralnega komiteja Komunistične partije Sovjetske zveze Josipa Stalina.

## Izvorna cerkev
Po okrevanju Moskve od vojske Poljsko-litovske skupnosti leta 1612 in ob koncu Težav, je knez Dimitrij Požarski svoj uspeh pripisal božji pomoči ikone Matere Božje Kazanske, h kateri je večkrat molil. Iz zasebnih skladov je financiral gradnjo lesene cerkve Marije Kazanske na Rdečem trgu v Moskvi, ki je bila prvič omenjena v zgodovinskih zapisih leta 1625. Potem ko je leta 1632 manjše svetišče uničil požar, je car Mihael I. ukazal gradnjo opečne cerkve. Enokapnica z eno kupolo, ki vsebovala več stopenj kokošnikov, široko galerijo in šotorast zvonik, je bila posvečena oktobra 1636.
Kazanska cerkev je veljala za eno najpomembnejših cerkva v Moskvi. Vsako leto ob obletnici osvoboditve Moskve od Poljsko-litovske skupnosti je slovesna parada, ki sta jo vodila patriarh in car, nosila procesni križ iz Kremlja. Do konca 17. stoletja so cerkveno stavbo razširili in zgradili zvonik in preuredili vhod. V obdobju carstva so bile izvedene številne druge prenove cerkve, zlasti v letih 1801, 1805 in 1865, velik del prvotne zasnove pa je bil izgubljen s poznejšimi dozidavami.
Zgodovina cerkve je bila burna, kar dokazuje dejstvo, da je njen nadškof Avakum vodil stranko verskih disidentov oziroma starovercev.
Ugledni ruski restavrator Peter Baranovski je v letih 1929–1932 nadziral popolno obnovo zunanjosti cerkve do prvotne zasnove. Nekateri strokovnjaki so kritizirali natančnost te obnove.
Leta 1936, ko so Rdeči trg pripravljali za vojaško parado Sovjetske zveze, je Jožef Stalin ukazal, da se trg očisti cerkva. Čeprav si je Baranovski prizadeval, da bi jo rešil, ni mogel preprečiti, da bi Kazansko cerkev porušili (čeprav je Baranovskemu uspelo rešiti cerkev Vasilija blaženega). Na njenem mestu so sprva postavili začasne pisarne za Komunistično internacionalo. Pozneje so prostor uporabljali kot poletno kavarno. Začasna kapela, ki označuje prvotno mesto cerkve, je bila zgrajena leta 1990 kot del projekta obnove cerkve, tik pred razpadom ZSSR.

## Ponovna gradnja
Po padcu Sovjetske zveze je bila Kazanska cerkev prva, ki so jo popolnoma restavrirali, potem ko so jo komunisti uničili. Obnovo (1990–1993) je sponzorirala moskovska mestna podružnica Vseruskega društva za zgodovinsko ohranjanje in kulturno organizacijo, temeljila pa je na podrobnih merah in fotografijah prvotne cerkve. Vendar je ikona Matere Božje Kazanske v obnovljeni cerkvi kopija; original je zdaj v župnijski cerkvi moskovskih patriarhov Jelohovo.
- Cerkev leta 1802
- Cerkev leta 1904
- Cerkev leta 2016

## Arhitektura
Kazanska cerkev je značilna kvadratna enokapna cerkev z vrsto kokošnikov, značilnimi za prvo polovico 17. stoletja, ki sega nazaj v staro cerkev samostana Donskoj. Med stavbami moskovskega Posada je tej vrsti pripadala cerkev svetega Nikolaja na Arbatu. Cerkev je na treh straneh obdana z odprtimi galerijami, ki vodijo do šotorskega zvonika na severozahodnem vogalu in na severovzhodni strani Averki Hierapolski.
Po besedah Pavla Rappoporta se je pri urejanju in kombiniranju velikih kokošnikov z majhnimi izrazila želja ruskih arhitektov, da bi svetlo, glavno kompozicijo obogatili s podrobnostmi - predsodkom začetka ere oblikovanja vzorcev. 